# Platybelodon
Platybelodon („colț cu suliță plată”) a fost un gen de mamifere mari erbivore legate de elefant (ordinul Proboscidea). A trăit în perioada Miocenului mijlociu în Africa, Asia și Caucaz.